# O Amor É Lindo ... Porque Sim!
O Amor é Lindo ... Porque Sim! é um filme português de romance, realizado por Vicente Alves do Ó. Estreou-se em Portugal a 10 de março de 2016.

## Sinopse
O filme gira à volta de Amélia, uma jovem lisboeta, que ao passar a trabalhar numa tasca moderna, é descoberta pela sua voz, e acaba por apaixonar Ruben e Rogério, dois bons pretendentes, apesar de esbarrar frequentemente com uma pessoa que pinta palavras de amor nas paredes de Lisboa, e apesar de ainda não conseguir esquecer o ex-namorado, que se encontra noivo de outra mulher.

## Elenco
- Maria Rueff como Gigi
- Ana Brito e Cunha como psicóloga Dalila
- Sílvia Rizzo como D. Paquita
- André Nunes como paparazzo
- Pedro Carvalho como desempregado
- Miguel Monteiro como desempregado
- José Peixoto como senhor na performance
- Elsa Valentim como vizinha
- Ana Varela como desempregada